# Héctor Tuja
Héctor Tuja (Montevideo, 6 marzo 1960) è un ex calciatore uruguaiano, di ruolo portiere.

## Carriera

### Club
Ha giocato nella massima serie del campionato uruguaiano con varie squadre.
Prima divisione campioni del calcio uruguaiano nel 1984 (Central Español), 1987 (Defensor Sporting), 1993 e 1994 (Peñarol).

### Nazionale
Ha vinto la Copa América, seppur senza presenze.

## Palmarès
- Coppa America: 1

1987
- Primera División Profesional de Uruguay: 4

Central Español - 1984
Defensor Sporting - 1987
Peñarol - 1993
Peñarol - 1994